# Servus Opa, sagte ich leise
Servus Opa, sagte ich leise, erstmals erschienen 1977, ist das erste Kinderbuch der  Benjamin-Blümchen- und Bibi-Blocksberg-Erfinderin Elfie Donnelly. Es wurde mit bedeutenden Preisen ausgezeichnet.

## Inhalt
Die Geschichte handelt von einem kleinen Jungen, Michael Nidetzky, und dem Krebstod seines Großvaters. Der sterbende Opa bricht vorherrschende Tabus um Krebs und den Tod auf und ermöglicht seinem Enkel so einen Abschied, bei dem Trauer nicht im Vordergrund steht. 

## Auszeichnungen
Servus Opa, sagte ich leise erhielt 1978 den deutschen Jugendbuchpreis und den Hans-im-Glück-Preis. Auch erschien es auf der Auswahlliste zur Silbernen Feder. Für das Drehbuch zum gleichnamigen Fernsehspiel wurde Donnelly 1979 mit dem Adolf-Grimme-Preis mit Silber (zusammen mit Hans Henning Borgelt) und dem Publikumspreis der Marler Gruppe ausgezeichnet.

## Sonstiges
Das Buch wurde von der Autorin auch zum Hörspiel bearbeitet und 1979 mit Manfred Steffen in der Rolle des Großvaters realisiert. Das Buch erfuhr bis heute über ein Dutzend Auflagen und wird häufig als Schullektüre verwendet. 